# Slovenec sem. Ne jamram, iščem rešitve.
Slovenec sem. Ne jamram, iščem rešitve. je bil napis, ki ga je takratni predsednik Vlade Republike Slovenije Miro Cerar postavil na govorniški oder na novinarski konferenci 16. januarja 2016. Napisu so botrovali pogosti pozivi k njegovemu odstopu, sam pa ga je pospremil kot pot do uspešne prihodnosti in tudi poduk samemu sebi pred "jamranjem". Po geslu je bila posneta tudi istoimenska pesem ansambla Mladi odmev.